# 33684 Xiaomichael
33684 Xiaomichael è un asteroide della fascia principale. Scoperto nel 1999, presenta un'orbita caratterizzata da un semiasse maggiore pari a 2,4086581 UA e da un'eccentricità di 0,0789109, inclinata di 7,08248° rispetto all'eclittica.